# Sumilir
Sumilir is een bestuurslaag in het regentschap Purbalingga van de provincie Midden-Java, Indonesië. Sumilir telt 1545 inwoners (volkstelling 2010).